# Bromokrezol ljubičasto
Bromokrezol ljubičasto (BCP) ili 5',5"-dibromo-o-krezolsulfoftalein, je  indikator. Najčešće se koristi kao 0.04% vodeni rastvor.

## Upotreba
Pored njegove primarne funkcije kao indikatora, bromokrezol ljubičasto se koristi u medicinskim laboratorijama za merenje albumina. On se takođe koristi kao dodatak kiselim kupatilima koja se koriste u pripremi fotografija kao indikator da je kupatilo dostiglo neutralni  i treba da bude zamenjeno.

## Literatura
1. ↑   уреди
2. ↑  Evan E. Bolton; Yanli Wang; Paul A. Thiessen; Stephen H. Bryant (2008). „Chapter 12 PubChem: Integrated Platform of Small Molecules and Biological Activities”. Annual Reports in Computational Chemistry. 4: 217—241. doi:10.1016/S1574-1400(08)00012-1.
3. ↑  „Bromocresol purple profile”. Приступљено 2. 4. 2011.
4. ↑  „Safety (MSDS) data for bromocresol purple”. Архивирано из оригинала 11. 03. 2007. г. Приступљено 2. 4. 2011.
5. ↑  Assink HA, Blijenberg BG, Boerma GJ, Leijnse B (1984). „The introduction of bromocresol purple for the determination of serum albumin on SMAC and ACA, and the standardization procedure”. Journal of Clinical Chemistry and Clinical Biochemistry. Zeitschrift Für Klinische Chemie Und Klinische Biochemie. 22 (10): 685—92. PMID 6512498.